# Claydon Peak
Claydon Peak är en bergstopp i Antarktis. Den ligger i Östantarktis. Nya Zeeland gör anspråk på området. Toppen på Claydon Peak är 3 400 meter över havet.
Terrängen runt Claydon Peak är huvudsakligen kuperad, men söderut är den platt. Trakten är obefolkad. Det finns inga samhällen i närheten. 